# Crossover (Basketball)
Crossover ist beim Basketball eine Art des Dribblings, bei der man den Ball von der einen in die andere Hand spielt, wobei der Ball klar den Boden berühren muss. Der Gegenspieler wird „ausgedribbelt“, um an ihm vorbeizuziehen. Der Ballwechsel zur anderen Hand kann zwischen den Beinen hindurch, vor oder hinter dem Körper erfolgen.
Ein Meister des Crossovers war Tim Hardaway, ein ehemaliger Spieler der Golden State Warriors sowie von Miami Heat. Die Methode wurde Ende der 1990er Jahre vor allem von Allen Iverson perfektioniert.